# Football Club Utrecht
El Football Club Utrecht és un club de futbol neerlandès de la ciutat d'Utrecht.

## Història

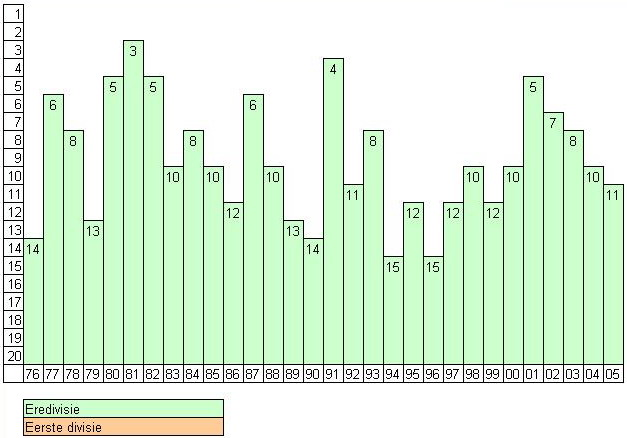
Estadística del club a la lliga 1976-2005

L'Utrecht va ser fundat l'1 de juliol de 1970. Fou resultat de la fusió de tres clubs de la ciutat: DOS, USV Elinkwijk i Velox. El DOS va guanyar el campionat nacional el 1958. FC Utrecht guanyà la copa KNVB tres cops (1985, 2003 i 2004). L'any 2004, el FC Utrecht guanyà la Johan Cruijff Schaal (la supercopa).

## Palmarès
- Eredivisie:[1]
  - 1958
- Copa KNVB:[2]
  - 1985, 2003, 2004
- Johan Cruijff Schaal:
  - 2004

## Jugadors

### Plantilla 2024-25
A 22 agost 2024
| N. | Pos. | Nac. | Jugador                                           |
| -- | ---- | --- | ------------------------------------------------- |
| 1  | POR  | [[Fitxer:Flag of Greece.svg\|23x15px\|border \|alt=Grècia\|link=Selecció de futbol de Grècia\|{{#if:\|]]                                    | Vasilis Barkas                                    |
| 2  | DEF  | [[Fitxer:Flag of Belgium (civil).svg\|23x15px\|border \|alt=Bèlgica\|link=Selecció de futbol de Bèlgica\|{{#if:\|]]                         | Siebe Horemans                                    |
| 3  | DEF  | [[Fitxer:Flag of the Netherlands.svg\|23x15px\|border \|alt=Països Baixos\|link=Selecció de futbol dels Països Baixos\|{{#if:\|]]           | Mike van der Hoorn                                |
| 5  | DEF  | [[Fitxer:Flag of Iceland.svg\|23x15px\|border \|alt=Islàndia\|link=Selecció de futbol d'Islàndia\|{{#if:\|]]                                | Kolbeinn Finnsson                                 |
| 6  | MIG  | [[Fitxer:Flag of Denmark.svg\|23x15px\|border \|alt=Dinamarca\|link=Selecció de futbol de Dinamarca\|{{#if:\|]]                             | Oscar Fraulo (cedit pel Borussia Mönchengladbach) |
| 7  | MIG  | [[Fitxer:Flag of Denmark.svg\|23x15px\|border \|alt=Dinamarca\|link=Selecció de futbol de Dinamarca\|{{#if:\|]]                             | Victor Jensen                                     |
| 8  | MIG  | [[Fitxer:Flag of Germany.svg\|23x15px\|border \|alt=Alemanya\|link=Selecció de futbol d'Alemanya\|{{#if:\|]]                                | Can Bozdoğan                                      |
| 9  | DAV  | [[Fitxer:Flag of the Netherlands.svg\|23x15px\|border \|alt=Països Baixos\|link=Selecció de futbol dels Països Baixos\|{{#if:\|]]           | David Min                                         |
| 10 | MIG  | [[Fitxer:Flag of the United States.svg\|23x15px\|border \|alt=Estats Units d'Amèrica\|link=Selecció de futbol dels Estats Units\|{{#if:\|]] | Taylor Booth                                      |
| 11 | DAV  | [[Fitxer:Flag of the Netherlands.svg\|23x15px\|border \|alt=Països Baixos\|link=Selecció de futbol dels Països Baixos\|{{#if:\|]]           | Noah Ohio                                         |
| 14 | MIG  | [[Fitxer:Flag of Iraq.svg\|23x15px\|border \|alt=Iraq\|link=Selecció de futbol de l'Iraq\|{{#if:\|]]                                        | Zidane Iqbal                                      |
| 15 | DAV  | [[Fitxer:Flag of England.svg\|23x15px\|border \|alt=Anglaterra\|link=Selecció de futbol d'Anglaterra\|{{#if:\|]]                            | Adrian Blake                                      |
| 16 | DEF  | [[Fitxer:Flag of Morocco.svg\|23x15px\|border \|alt=Marroc\|link=Selecció de futbol del Marroc\|{{#if:\|]]                                  | Souffian El Karouani                              |
| 18 | MIG  | [[Fitxer:Flag of the Netherlands.svg\|23x15px\|border \|alt=Països Baixos\|link=Selecció de futbol dels Països Baixos\|{{#if:\|]]           | Jens Toornstra                                    |

| N. | Pos. | Nac. | Jugador                                           |
| -- | ---- | --- | ------------------------------------------------- |
| 19 | DAV  | [[Fitxer:Flag of Belgium (civil).svg\|23x15px\|border \|alt=Bèlgica\|link=Selecció de futbol de Bèlgica\|{{#if:\|]]                         | Anthony Descotte (cedit pel RSC Charleroi)        |
| 20 | DAV  | [[Fitxer:Flag of France (1794–1815, 1830–1974).svg\|23x15px\|border \|alt=França\|link=Selecció de futbol de França\|{{#if:\|]]             | Yoann Cathline (cedit pel FC Lorient)             |
| 21 | MIG  | [[Fitxer:Flag of the United States.svg\|23x15px\|border \|alt=Estats Units d'Amèrica\|link=Selecció de futbol dels Estats Units\|{{#if:\|]] | Paxten Aaronson (cedit per l'Eintracht Frankfurt) |
| 22 | DAV  | [[Fitxer:Flag of Spain.svg\|23x15px\|border \|alt=Espanya\|link=Selecció de futbol d'Espanya\|{{#if:\|]]                                    | Miguel Rodríguez (cedit pel Celta de Vigo)        |
| 23 | DEF  | [[Fitxer:Flag of Denmark.svg\|23x15px\|border \|alt=Dinamarca\|link=Selecció de futbol de Dinamarca\|{{#if:\|]]                             | Niklas Vesterlund                                 |
| 24 | DEF  | [[Fitxer:Flag of the Netherlands.svg\|23x15px\|border \|alt=Països Baixos\|link=Selecció de futbol dels Països Baixos\|{{#if:\|]]           | Nick Viergever (capità)                           |
| 25 | POR  | [[Fitxer:Flag of the Netherlands.svg\|23x15px\|border \|alt=Països Baixos\|link=Selecció de futbol dels Països Baixos\|{{#if:\|]]           | Michael Brouwer                                   |
| 27 | MIG  | [[Fitxer:Flag of Belgium (civil).svg\|23x15px\|border \|alt=Bèlgica\|link=Selecció de futbol de Bèlgica\|{{#if:\|]]                         | Alonzo Engwanda                                   |
| 32 | POR  | [[Fitxer:Flag of the Netherlands.svg\|23x15px\|border \|alt=Països Baixos\|link=Selecció de futbol dels Països Baixos\|{{#if:\|]]           | Tom de Graaff                                     |
| 33 | POR  | [[Fitxer:Flag of the Netherlands.svg\|23x15px\|border \|alt=Països Baixos\|link=Selecció de futbol dels Països Baixos\|{{#if:\|]]           | Kevin Gadellaa                                    |
| 40 | DEF  | [[Fitxer:Flag of Belgium (civil).svg\|23x15px\|border \|alt=Bèlgica\|link=Selecció de futbol de Bèlgica\|{{#if:\|]]                         | Matisse Didden                                    |
| 44 | DEF  | [[Fitxer:Flag of the Netherlands.svg\|23x15px\|border \|alt=Països Baixos\|link=Selecció de futbol dels Països Baixos\|{{#if:\|]]           | Joshua Mukeh                                      |
| 46 | MIG  | [[Fitxer:Flag of Denmark.svg\|23x15px\|border \|alt=Dinamarca\|link=Selecció de futbol de Dinamarca\|{{#if:\|]]                             | Silas Andersen                                    |
| 77 | DAV  | [[Fitxer:Flag of the Netherlands.svg\|23x15px\|border \|alt=Països Baixos\|link=Selecció de futbol dels Països Baixos\|{{#if:\|]]           | Ole Romeny                                        |

### Jugadors històrics destacats
- Frans Adelaar
- Dick Advocaat
- Harry Decheiver
- Henk Fräser
- Willem van Hanegem
- Johan de Kock
- Gert Kruys
- John van Loen
- Michael Mols
- Lucian Sanmartean
- David di Tommaso
- Rob Witschge
- Jan Wouters
- Dirk Kuyt
- Patrick Zwaanswijk

## Entrenadors destacats
- Frans Adelaar
- Han Berger
- Ab Fafié
- Barry Hughes
- Bert Jacobs
- Simon Kistemaker
- Kees Loffeld
- Jan Rab
- Nol de Ruiter
- Leo van Veen
- Mark Wotte